# Бор голден берси
Голден берси Бор су клуб америчког фудбала из Бора у Србији. Основани су 2009. године и своје утакмице играју на стадиону ФК Рудар. Такмиче се тренутно у Првој лиги Србији, другом рангу такмичења - Група Југ.

## Женски тим
У оквиру клуба постоји и женска секција Голден берса, која се такмичи у флег фудбалу, бесконтактној верзији америчког фудбала. Екипа је оформљена 2012. године и наступала је на неколико различитих турнира и у Флег лиги 2013. године, група Југ.